# 水野要
水野 要（みずの かなめ、1954年9月14日 - ）は、兵庫県出身の元ボートレーサー。

## 来歴
2002年2月17日、住之江競艇場にて開催された第45回 近畿地区選手権でG1初優勝する。
2019年2月18日で現役引退。

## エピソード
2003年、朝日放送「探偵!ナイトスクープ」に視聴者であり当時6歳の数原魁から「モーターボートに乗ってモンキーターンをしたい」という依頼があり、ボートレース尼崎で数原とペアボートに乗ってモンキーターンをするまでの模様が同年6月18日に放送された。
その後数原は高校卒業後にボートレーサー養成所を受験したものの不合格となり、ボートレース尼崎でアルバイトを始めた時に水野と再会。水野は受験を重ねるも不合格が続く数原に対して、「早よ（試験に）合格せんと辞めてまうぞ」と発破をかけながら励まし続け、自身も数原のデビューまで引退を先延ばしにした。その結果、数原は2017年に5度目の受験で合格してボートレーサー養成所に入所、1年後に卒業して123期生として2018年11月8日に尼崎競艇場でデビュー。番組編成担当によるファンサービス的な計らいにより、デビュー初戦の2Rにていきなり水野と直接対決が組まれた。結果は水野が2着、数原が最下位の6着であった。なお、数原は当初水野への弟子入りを希望していたものの、水野は年齢を理由にこれを断っている。
水野は翌2019年2月で現役を引退し、引退セレモニーの際には数原が水野に花束を渡して感謝の言葉を述べた。

## 獲得タイトル
- 2002年 2月17日 第45回 近畿地区選手権（住之江競艇場）
- 2005年 4月24日 第6回 名人戦（戸田競艇場）